# Асамблеї Бога
Асамблеї Бога (англ. Assemblies of God), офіційно Братство Всесвітніх Асамблей Бога, — це група з понад 144 автономних самоврядних національних груп церков, які разом утворюють найбільшу в світі п'ятидесятницьку деномінацію.
Як міжнародне товариство, деномінації членів є повністю незалежними та автономними, але їх об'єднують спільні переконання та історія. Асамблеї виникли після відродження вулиці Азуса на початку 20 століття. Це відродження призвело до заснування в 1914 році Асамблей Бога в Сполучених Штатах, першої п'ятидесятницької деномінації «Завершена робота». Завдяки іноземній місіонерській роботі та встановленню стосунків з іншими п'ятидесятницькими церквами Асамблеї Бога розширилися у всесвітній рух. Лише в 1988 році було створено всесвітнє товариство. Як п'ятидесятницьке товариство, Асамблеї Бога вірять у п'ятидесятницьку особливість хрещення Святим Духом із доказом говоріння мовами.
Асамблеї Бога не слід плутати з Міжнародним товариством Асамблей Бога, Міжнародним товариством Божих Асамблей та Міжнародними незалежними асамблеями Бога, всі з яких є п'ятидесятницькими деномінаціями.

## Віровчення
Доктринальна позиція Асамблей Бога оформлена в класичному п'ятидесятницькому та євангельському контексті. Асамблея Бога є тринітарною. Вони вірять, що Біблія є божественним натхненням і непомильним авторитетним правилом віри та поведінки. Хрещення зануренням практикується як обряд, встановлений Христом для тих, хто був врятований. Хрещення розуміється як зовнішній знак внутрішньої зміни, зміни від мертвих у гріху до життя у Христі. Як обряд, також практикується Причастя. Асамблея Бога вважає, що елементи, які причащаються, є символами, які виражають участь у божественній природі Ісуса з Назарету; пам'ятник Його страждань і смерті; і пророцтво про Його друге пришестя. Асамблеї Бога також наголошують на виконанні Великого доручення і вірять, що це покликання церкви.